# Championnat de la Martinique de football 2006-2007
Navigation
Saison précédente Saison suivante
La saison 2006-2007 du Championnat de la Martinique de football est la quatre-vingt-huitième édition de la première division en Martinique, nommée Régionale 1. Les quatorze formations de l'élite sont réunies au sein d'une poule unique où elles s'affrontent deux fois au cours de la saison. Les quatre derniers du classement sont relégués et remplacés par les quatre meilleurs clubs de Régionale 2 à l'issue de la saison.
C'est le Club franciscain, tenant du titre depuis huit saisons, qui remporte à nouveau la compétition après avoir terminé en tête du classement final, avec deux points d'avance sur le Racing Club de Rivière-Pilote et dix sur le Réveil Sportif Gros-Morne. Il s’agit du treizième titre de champion de Martinique de l'histoire du club qui réalise le doublé en s'imposant en finale de la Coupe de Martinique face à la Samaritaine Sainte-Marie.

## Qualifications régionales
Les quatre premiers du championnat se qualifient pour la Ligue Antilles 2007-2008.

## Les clubs participants
- Club franciscain
- Club sportif Case-Pilote
- RC Saint-Joseph
- US Diamantoise
- Samaritaine de Sainte-Marie
- Racing Club de Rivière-Pilote
- Aiglon du Lamentin
- Club Colonial de Fort-de-France
- Golden Star de Fort-de-France
- Réveil Sportif Gros-Morne - Promu de Régionale 2
- Assaut de Saint-Pierre - Promu de Régionale 2
- Club Peléen
- Good Luck de Fort-de-France - Promu de Régionale 2
- Gri-Gri Rivière-Pilote - Promu de Régionale 2

## Compétition
Le barème de points servant à établir le classement se décompose ainsi :
- Victoire : 3 points
- Match nul : 2 points
- Défaite : 1 point

### Classement
| Rang | Équipe                          | Pts | J  | G  | N  | P  | Bp | Bc | Diff |
| ---- | ------------------------------- | --- | -- | -- | -- | -- | -- | -- | ---- |
| 1    | Club franciscain'T'C            | 68  | 26 | 17 | 8  | 1  | 53 | 24 | +29  |
| 2    | Racing Club de Rivière-Pilote   | 66  | 26 | 16 | 8  | 2  | 44 | 21 | +23  |
| 3    | Réveil Sportif Gros-MorneP      | 58  | 26 | 12 | 8  | 6  | 33 | 21 | +12  |
| 4    | Samaritaine de Sainte-Marie     | 57  | 26 | 12 | 7  | 7  | 48 | 34 | +14  |
| 5    | Golden Star de Fort-de-France   | 51  | 26 | 6  | 13 | 7  | 32 | 32 | 0    |
| 6    | Good Luck de Fort-de-FranceP    | 51  | 26 | 9  | 7  | 10 | 29 | 33 | -4   |
| 7    | Club Peléen                     | 50  | 26 | 9  | 6  | 11 | 32 | 42 | -10  |
| 8    | Club sportif Case-Pilote        | 49  | 26 | 7  | 9  | 10 | 26 | 29 | -3   |
| 9    | Aiglon du Lamentin              | 49  | 26 | 5  | 13 | 8  | 26 | 32 | -6   |
| 10   | RC Saint-Joseph                 | 48  | 26 | 7  | 8  | 11 | 25 | 32 | -7   |
| 11   | Assaut de Saint-PierreP         | 48  | 26 | 6  | 10 | 10 | 29 | 37 | -8   |
| 12   | Club Colonial de Fort-de-France | 47  | 26 | 6  | 9  | 11 | 19 | 29 | -10  |
| 13   | Gri-Gri Rivière-PiloteP         | 44  | 26 | 3  | 12 | 11 | 26 | 38 | -12  |
| 14   | US Diamantoise                  | 42  | 26 | 5  | 6  | 15 | 18 | 36 | -18  |

|  | Qualification pour la Ligue Antilles 2007-2008                                          |
|  | Relégation en deuxième division                                                         |
|  | T : Tenant du titre C : Vainqueur de la Coupe de la Martinique P : Promu de Régionale 2 |

## Bilan de la saison
| Championnat de la Martinique de football 2006-2007 |                                 |
| Champion                                           | Club franciscain (13e titre)    |
| Coupes et trophées                                 |                                 |
| Vainqueur de la Coupe de la Martinique 2006-2007   | Club franciscain                |
| Qualifications continentales                       |                                 |
| Ligue Antilles 2007-2008                           | Club franciscain                |
| Ligue Antilles 2007-2008                           | Racing Club de Rivière-Pilote   |
| Ligue Antilles 2007-2008                           | Réveil Sportif Gros-Morne       |
| Ligue Antilles 2007-2008                           | Samaritaine de Sainte-Marie     |
| Promotions et relégations                          |                                 |
| Promus en Régionale 1                              | Union sportive du Robert        |
| Promus en Régionale 1                              | L'Essor-Préchotain              |
| Promus en Régionale 1                              | New Club Petit-Bourg            |
| Promus en Régionale 1                              | Stade Spiritain                 |
| Relégués en Régionale 2                            | Assaut de Saint-Pierre          |
| Relégués en Régionale 2                            | Club Colonial de Fort-de-France |
| Relégués en Régionale 2                            | Gri-Gri Rivière-Pilote          |
| Relégués en Régionale 2                            | US Diamantoise                  |